# メプリルカイン
メプリルカイン（別名エピロカインまたはオラカイン）は、ジメトカインと構造的に関連する刺激特性を持つ局所麻酔薬である。
メプリルカインは、モノアミントランスポーターに対して比較的強力な阻害作用があり、ドーパミン、ノルエピネフリン、セロトニンの再取り込みを阻害する。

## 合成

Thieme Synthesis: Patents:

2-メチル-2-(プロピルアミノ)プロパン-1-オール[55968-10-0] (1)をアルカリ処理後に、塩化ベンゾイルで処理(2)すると、メプリカイン(3)の合成が完了する。